# Новая (Локнянский район)
Новая — деревня в Локнянском районе Псковской области. Входит в состав сельского поселения «Михайловская волость».
Деревня расположена в 8 км к западу от районного центра Локни и в 5 км к юго-востоку от волостного центра Михайлов Погост.

## Население
Численность населения деревни в 2000 году составляла 62 жителя, в 2011 году — 32 жителя.